# Hostages (série télévisée indienne)
Pour les articles homonymes, voir Hostages.
 (septembre 2020).
Hostages est une série télévisée indienne réalisée par Sudhir Mishra. C'est une adaptation officielle de la série israélienne du même nom. La série est diffusée en sept langues indiennes sur Hotstar et met en vedette Tisca Chopra, Ronit Roy, Parvin Dabas, Aashim Gulati et Mohan Kapoor. Elle est diffusée depuis le 31 mai 2019. La seconde saison de la série est prévue pour le 9 septembre 2020. La série a également été diffusée sur Star Plus en avril 2020.

## Prémisse
La chirurgienne Dr Mira Anand (Tisca Chopra) doit effectuer une opération de routine sur le ministre en chef, mais la nuit précédant la procédure, sa famille est prise en otage et on lui ordonne d'assassiner son patient inconscient pour sauver sa famille, la forçant à prendre une décision.

## Promotion
La série a été annoncée dans le cadre des Hotstar Specials en mars. Le 18 mai, la bande-annonce a été publiée par Hotstar sur plusieurs réseaux sociaux, révélant que l'émission serait diffusée le 31 mai 2019.